# Peter Czernin
Peter Czernin é um produtor de cinema britânico. Foi indicado ao Oscar de melhor filme na edição de 2018 pela realização da obra Three Billboards Outside Ebbing, Missouri.

## Prêmios e indicações
- Pendente: Oscar de melhor filme — Three Billboards Outside Ebbing, Missouri (2017)
- Venceu: BAFTA de Melhor Filme Britânico — The Banshees of Inisherin (2023)
- Indicado: BAFTA de Melhor Filme — The Banshees of Inisherin (2023)
- Indicado: BAFTA de melhor filme — The Best Exotic Marigold Hotel (2013)
- Indicado: BAFTA de melhor filme — Seven Psychopaths (2013)
- Indicado: BAFTA de melhor filme — In Bruges (2009)